# Bořivoj Čelovský
Bořivoj Čelovský (8. září 1923 Heřmanice – 12. února 2008 Ostrava-Heřmanice) byl český historik a filozof.

## Životopis
Narodil se v Heřmanicích u Ostravy jako druhé dítě chudých rodičů. Jeho otec pracoval jako výpravčí vlaků a matka byla majitelkou malého obchodu s dámským prádlem. Jako patnáctiletý uprchl do Polska, aby se připojil k formujícímu se československému zahraničnímu vojsku[zdroj?]. Po maturitě byl totálně nasazen jako hasič v Hamburku[zdroj?]. Z Německa utekl a chtěl se připojit k partyzánům, ale byl se zbraní v ruce zadržen a jen se štěstím unikl popravě. Po válce začal studovat právo a politicky se angažoval v práci národně socialistické strany. V listopadu 1948 emigroval z Československa do Německa, kde vystudoval filozofii. Jako dizertační práci předložil svou knihu Mnichovský syndrom, která se stala světově proslulou. V exilu publikoval pod jménem Boris Celovsky. Poté se od roku 1950 věnoval studiím historie v Kanadě, kde pracoval v týmu pozdějšího premiéra Pierra Trudeaua. Mj. zde navrhl kanadský imigrační zákon, který v té době patřil k nejliberálnějším na světě, a vedl výzkumný tým pro tvorbu kanadské encyklopedie. V roce 1958 vydal knihu Mnichovská dohoda 1938, která byla negativně přijata sudetoněmeckými kruhy, komunistickými historiky v Československu i částí českého exilu. Do dnešního dne však zůstává jednou ze základních monografií k tématu. V témže roce se nechal s vědomím kanadské kontrarozvědky naverbovat jako dvojitý agent československé Státní bezpečností a po tři roky ji zásoboval falešnými zprávami. Důsledkem jeho činnosti bylo vyhoštění rezidenta StB pracujícího pod diplomatickým krytím z Kanady. Až do roku 1990 zastával v kanadské státní správě různé funkce a radil několika politikům.
V roce 1990 se vrátil do Ostravy, kde se věnoval psaní vášnivých polemik do novin. Vydal také celou řadu historických knih. V roce 1992 obdržel doktorát práv Univerzity Karlovy, který vrátil na protest proti všeobecné korupci. Vedle psaní historických studií se také věnoval aktuální publicistice. Od roku 2005 publikoval také na své internetové stránce www.celovsky.cz, kde vedle jiného zveřejnil svazek, který ke svému ideovému spolupracovníkovi Vojtěchu Filipovi (krycí jméno „Falmer“), tehdejšímu předsedovi KSČM a místopředsedovi Poslanecké sněmovny, vedla StB.
Zemřel ve svém bytě. Na jeho počest byla v roce 2009 jedna z nových heřmanických ulic pojmenována Bořivoje Čelovského.

## Dílo
Své dílo tvořil převážně česky, částečně anglicky, překládal z češtiny do němčiny a obráceně.
Díla věnována nejnovějším dějinám
- Zlaté děcka (1992)
- Ta ženská von Hohenlohe (1993, 2. vyd. 2004)
- So oder so (1995, 3. vyd. 2002)
- Ota Hora (1998)
- Emigranti (1998)
- Mnichovská dohoda 1938 (1999 přeloženo z němčiny)
- Politici bez moci (2000)
- Strana světí prostředky (2001)
- Kopiník svobody (2001)
- Nejlepší z nás (2001)
- Strážce nové Evropy (2002)
- Uprchlíci po „vítězném únoru“ (2004)
- Český historik (2004)

Tři autobiografické knihy
- Šel jsem svou cestou (1996)
- Kdo navrátil se, neutíká (2003)
- Moje střetnutí s rozvědkou StB (2003)

Publicistická činnost
- Mnichovský syndrom (1997)
- Konec českého tisku (2002)
- Slova do větru (2006)

Sborníky
- Nezlomný duch (2003)
- Alenka (2004)
- Oči a uši strany (2005)

## Ocenění
V roce 2009 mu byla udělena Cena Václava Bendy (in memoriam).